# Euphrasia villaricensis
Euphrasia villaricensis är en snyltrotsväxtart som beskrevs av Rodolfo Amando Philippi. Euphrasia villaricensis ingår i släktet ögontröster, och familjen snyltrotsväxter. Inga underarter finns listade i Catalogue of Life.